# پیتر ویتینگهام
پیتر ویتینگهام (انگلیسی: Peter Whittingham؛ زادهٔ ۸ سپتامبر ۱۹۸۴ – درگذشته ۱۹ مارس ۲۰۲۰) بازیکن فوتبال اهل بریتانیا بود.
از باشگاه‌هایی که در آن بازی کرده‌است می‌توان به باشگاه فوتبال دربی کانتی، باشگاه فوتبال استون ویلا، باشگاه فوتبال کاردیف سیتی، باشگاه فوتبال برنلی و باشگاه فوتبال بلکبرن روورز اشاره کرد.
وی همچنین در تیم ملی فوتبال زیر ۲۱ سال انگلستان بازی کرده‌است.
او در تاریخ ۱۹ مارس ۲۰۲۰ به دلیل سر خوردن از پله درگذشت.